# Guinasmeer

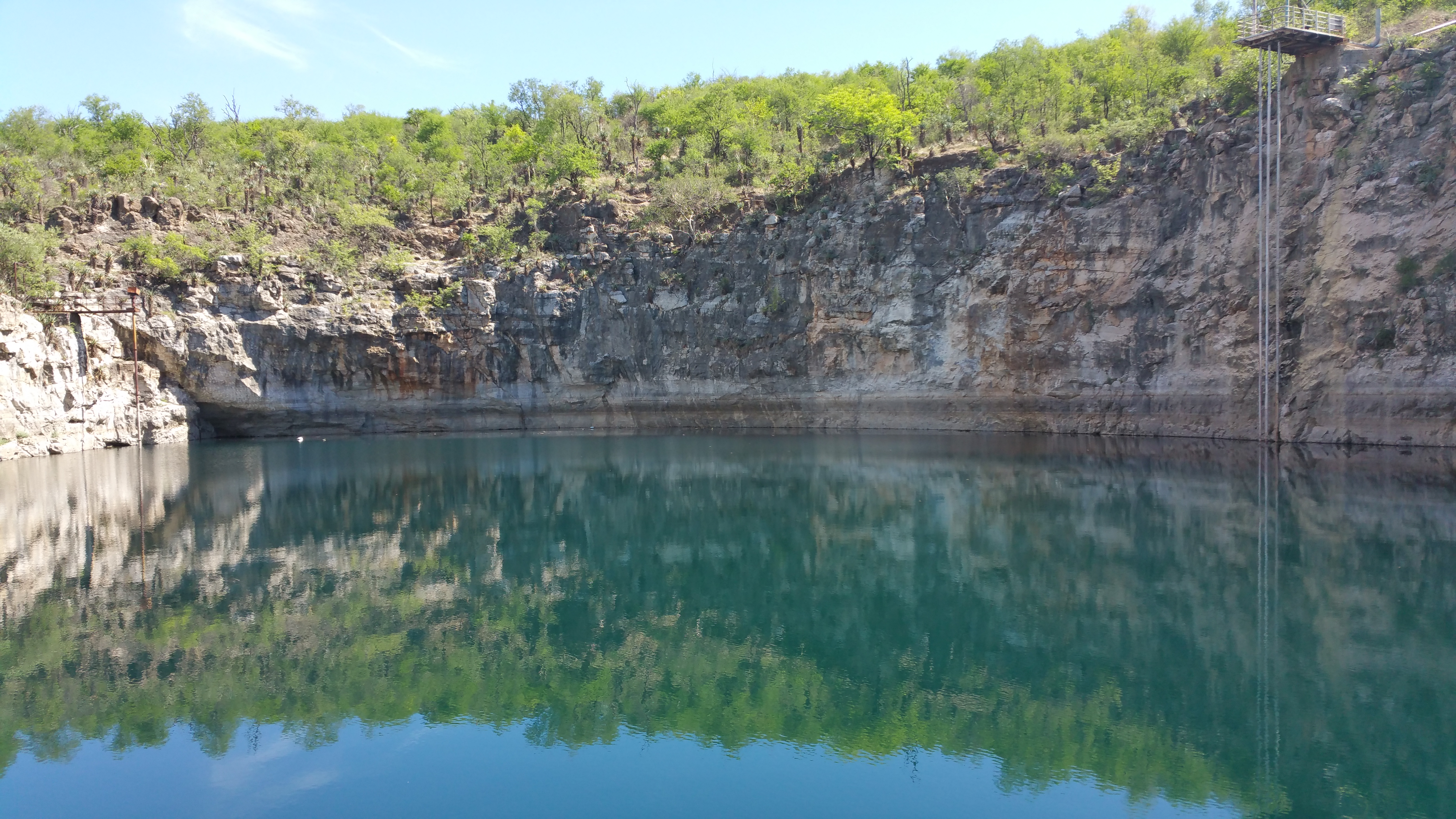
Guinasmeer

Het Guinasmeer is een ongeveer 100 bij 100 meter groot en 132 meter diep meer in Guinas, Oshikoto regio, Noord-Namibië. Het ligt ongeveer 15 kilometer van wat wordt gezien als een tweelingmeer, het Otjikotomeer. Beide meren zijn via een nog onverkend holensysteem ondergronds met elkaar verbonden.
Vanuit het meer werd in vroegere tijden met behulp van een nog bestaande stoommachine water gepomp ten behoeve van de watervoorziening van de nabijgelegen plaats Tsumeb.